# ミヤマキリシマ
ミヤマキリシマ（深山霧島、学名: Rhododendron kiusianum）は、ツツジの一種。九州各地の高山に自生する。

## 名称
1866年には坂本龍馬が新婚旅行で霧島を訪れた際、姉に宛てた手紙の中で「きり島つゝじが一面にはへて実つくり立し如くきれいなり」と書いている。1909年には同じく霧島へ新婚旅行に訪れた植物学者・牧野富太郎が発見し、「深い山に咲くツツジ」という意味で「ミヤマキリシマ」と命名した。『三国名勝図会』で、高原の物産の花卉類の項目に、映山紅が「霧島山中特に多し。叢をなすこと甚廣し。花さける時は、満山錦のごとし。」と記載されているが、これがミヤマキリシマのことである。

## 分布・生育地
和名に冠された霧島山・えびの高原のほか、阿蘇山、九重山、雲仙岳、鶴見岳など九州各地の高山に分布する。ミヤマキリシマは、火山活動により生態系が撹乱された山肌で優占種として生存できる。逆に、火山活動が終息して植物の遷移により森林化が進むと、優占種として生存できなくなる。

## 特徴
半落葉広葉樹の低木で、高さは1 - 2メートル (m) 程度になる。枝は密に分枝する。葉は小型で、長さ8 - 20ミリメートル (mm) の長楕円形をしており、葉に毛がある。夏に出る葉の一部は、落葉せずに冬を越す。
花期はおおむね5月下旬から6月中旬。枝先に2 - 3個ずつ花をつけ、直径20 - 30 mmの漏斗形で先は5裂し、花色は紅紫色、朱紅色、桃色、淡紅色、白色などが見られる。雄しべは5個つく。満開のころには、斜面をいっぱいに埋め尽くすように咲いて見事な景観になる。また、気候が似通った秋にも少し咲くことがある。
庭園樹としてしばしば植えられる。害虫としてキシタエダシャクが大発生することがある。

## 都道府県・市町村の花

### 都道府県の花
- 長崎県：「雲仙ツツジ」の名称で指定[7]。種としてのウンゼンツツジとは異なる。
- 鹿児島県

### 市の花
- 長崎県：雲仙市
- 大分県：竹田市
- 鹿児島県：霧島市

### 町の花
- 大分県：玖珠郡九重町

### かつて指定していた自治体（消滅）
- 大分県：直入郡久住町（現在の竹田市の一部）
- 熊本県：阿蘇郡一の宮町
- 鹿児島県：姶良郡牧園町、霧島町（両町とも現在の霧島市の一部）